# 러시아어 위키백과
러시아어 위키백과(러시아어: Ру́сская Википе́дия 루스카야 비키페디야[*])는 키릴 문자를 사용한 위키백과이다.
2001년 5월 20일에 시작되었다. 2017년 5월 3일 기준으로 1,391,383개의 문서가 수록되어 있으며, 로마자가 아닌 문자로 작성된 위키백과 중에서 가장 큰 규모의 위키백과이다. 기호는 ru이다.

## 블랙아웃
2012년 7월 10일, 러시아어 위키백과는 러시아 정부가 정보통제법을 제정하는 것에 대한 항의로서 7월 10일 하루 동안 블랙아웃을 실시하였다.